# 那件瘋狂的小事叫愛情
《那件瘋狂的小事叫愛情》，（又名《愛情包郵》）（英語：I Love That Crazy Little Thing）是2016年一部由中港合資的喜劇愛情電影。由鄒佡執導，陳偉霆、唐藝昕、鄭秀妍領銜主演。謝霆鋒、鍾欣潼友情客串。于2016年8月12日上映。

## 概要
|                            | 80後的剪輯師正經歷著人生最苦逼的日子，導演夢被嘲笑、漂亮女友被惦記、父親迂腐無法理喻...屋漏偏逢連夜雨，工作上又發生重大失誤，使得江洋陰差陽錯踏上一段瘋狂之旅。。 |
| ——《那件瘋狂的小事叫愛情》 | |

## 故事介紹
80後的剪輯師江洋（陳偉霆 飾）正經曆着人生最苦逼的日子，導演夢被嘲笑、漂亮女友（鄭秀妍 飾）被惦記、父親迂腐無法理喻……屋漏偏逢連夜雨，工作上又發生了重大失誤，使得江洋陰差陽錯地踏上了一段瘋狂之旅……

## 演員表

### 領銜主演
| 演員   | 角色   | 角色介紹             |
| 陳偉霆 | 江 洋  | 剪輯師               |
| 鄭秀妍 | 羅倩倩 | 江洋的女友。         |
| 唐藝昕 | 夢小言 | 操機員，江洋的徒弟。 |

### 其他角色
| 演員   | 角色     | 角色介紹                      |
| 謝霆鋒 | 歐陽旗   | （友情客串）                  |
| 鍾欣潼 | 樓蘭公主 | （友情客串）                  |
| 劉小倩 | 夢小糖   | 夢小言的姐姐                  |
| 何炅   |          |                               |
| 王梓謙 | 王子豪   | 羅倩倩的上司,喜歡並追求羅倩倩 |
| 紀煥博 | 李總     |                               |
| 徐仁國 | 男明星   |                               |
| 杜海濤 |          |                               |
| 高捷   | 江洋父親 |                               |
| 李文玲 |          |                               |
| 孫怡   |          |                               |

## 電影歌曲
| 曲別   | 歌名               | 演唱者           | 作詞   | 作曲   |
| 主題曲 | Love! Love! Aloha! | 陳偉霆 和 鄭秀妍 | 羅顥夫 | 王之一 |

## 奬項
| 年度 | 颁奖典礼     | 奖项           | 姓名   | 结果 |
| ---- | ------------ | -------------- | ------ | ---- |
| 2017 | 微博之星2016 | 微博給力男主角 | 陳偉霆 | 提名 |

## 幕後製作
- 導演：鄒佡
- 編劇：谷峪Yu Gu、應良鵬、王凱
- 製作人：霍汶希

## 外部連結
- 豆瓣电影上《那件瘋狂的小事叫愛情》的資料 （简体中文）